# Sonny Guadarrama
Sonny Alejandro Guadarrama Bermúdez (Austin, 27 marzo 1987) è un ex calciatore statunitense di origine messicana, di ruolo centrocampista.